# Breaking Bad
Breaking Bad (sinngemäß „vom rechten Weg abkommen“, „eine kriminelle Laufbahn einschlagen“) ist eine US-amerikanische Krimi-Drama-Fernsehserie von Vince Gilligan. Sie zeigt die Wandlung eines an Lungenkrebs erkrankten biederen Chemielehrers zu einem rücksichtslosen Kriminellen. Die Hauptrolle des Chemielehrers Walter White spielt Bryan Cranston, der im Laufe der Serienausstrahlung vier Emmys als bester Hauptdarsteller erhielt. Die Fernsehserie, die vor allem durch Drama-Elemente und schwarzen Humor geprägt ist, wurde von Sony Pictures Television für den Kabelsender AMC produziert. Sie besteht aus 62 Episoden in fünf Staffeln und wurde in den USA erstmals vom 20. Januar 2008 bis zum 29. September 2013 ausgestrahlt. Die deutsche Erstausstrahlung fand am 4. Februar 2009 statt.
Breaking Bad erhielt sehr gute Kritiken und wurde mit zwei Golden Globes und 16 Emmys ausgezeichnet. 2014 wurde sie als am besten bewertete Serie aller Zeiten ins Guinness-Buch der Rekorde aufgenommen.
Neben Metástasis (2014), einem spanischsprachigen Remake, entstanden mit Better Call Saul (2015–2022) eine Prequelserie zum Anwalt Saul Goodman sowie mit El Camino: Ein „Breaking Bad“-Film (2019) ein Sequelfilm zur Figur Jesse Pinkman.

## Handlung

### Staffel 1
Nachdem er von seiner lebensbedrohlichen Lungenkrebserkrankung erfahren hat, begleitet der Chemielehrer Walter White seinen Schwippschwager Hank, der bei der DEA arbeitet, zu einem Einsatz, bei dem ein Methamphetamin-Labor ausgehoben wird. Dabei sieht er seinen Ex-Schüler Jesse Pinkman, der vom Tatort flieht. Walter, der einst ein brillanter Wissenschaftler war und seine Erfolglosigkeit nie verwunden hat, sucht ihn später auf und zwingt Jesse, sein Partner bei der Meth-Produktion zu werden. Jesse soll vor allem die von Walter hergestellte erstklassige Droge verkaufen. Mit dem Erlös will dieser seine von der Krankenkasse nicht finanzierte, teure Behandlung bezahlen und eine Rücklage für die Familie bilden, falls er nicht überleben sollte. Bereits der erste Kontakt zu lokalen Dealern führt dazu, dass Walter die Männer töten muss, um nicht selbst getötet zu werden. Jesse ist jedoch beeindruckt von der enormen Qualität des Produkts und vermittelt später durch seinen Freund Skinny Pete den Kontakt zum lokalen Drogenboss Tuco Salamanca, der die beiden durch seine extreme Impulskontrollstörung und durch sein psychopathisches Verhalten vor Herausforderungen stellt.

### Staffel 2
Hank trifft auf Tuco nach dessen Auseinandersetzung mit Walter und Jesse und erschießt ihn nach einem heftigen Schusswechsel. Er ahnt weiter nichts von Walters kriminellen Aktivitäten. Da Walters und Jesses Meth immer beliebter wird, wirbt Jesse seine Freunde Badger, Skinny Pete und Combo an, um es auf der Straße zu verkaufen. Jesse mietet eine Doppelhaushälfte und kommt seiner Nachbarin Jane näher. Walters Ehefrau Skyler nimmt derweil einen Job bei ihrem alten Arbeitgeber an. Badger wird verhaftet, worauf Walter und Jesse den zwielichtigen Anwalt Saul Goodmann engagieren. Walter befürchtet, dass sich sein Krebs verschlimmert hat, und kocht eine große Menge Methamphetamin, um mit dem Erlös seine Familie zu versorgen. Sein Arzt sagt ihm allerdings, dass sein Gesundheitszustand sich erheblich verbessert hat. Combo wird im Auftrag der Konkurrenz von einem Jungen erschossen, weswegen Skinny Pete mit dem Dealen aufhört. Da Walter nun keine Dealer mehr hat, arrangiert Saul ein Treffen mit Gustavo Fring, dem Walter sein Methamphetamin verkauft. Gustavo, Geschäftspartner des mexikanischen Drogenkartells, betreibt zum Schein das Schnellrestaurant „Los Pollos Hermanos“, handelt in Wahrheit aber in großem Stil mit Drogen und ist ebenso vorsichtig wie skrupellos.
Jesse kommt mit Jane zusammen, die ein ehemaliger Junkie ist. Sie erfährt, dass Jesse ein Dealer ist, und auf ihre Bitte hin hört er damit auf. Dann jedoch verführt sie ihn selbst zum Heroinkonsum, als er um Combo trauert. Da beide nun wieder abhängig sind, bittet Janes Vater sie, in eine Drogentherapie zu gehen. Jesse und Jane wollen tatsächlich wegziehen, um ein neues Leben zu beginnen. Sie wollen aber vorher ihre verbleibende Restmenge Heroin noch aufbrauchen. Jane erstickt in der Nacht an ihrem Erbrochenen, während der hinzukommende Walter dabei zusieht, ihr aber nicht hilft, weil er befürchtet, den für ihn so nützlichen Jesse an Jane zu verlieren und außerdem erneut von Jane erpresst zu werden. Jesse ist von ihrem Tod schockiert und begibt sich in eine Drogentherapie, während Walter operiert wird. Skyler bemerkt, dass Walter ihr etwas verheimlicht. Janes Vater ist von Janes Tod erschüttert und macht bei seinem Job als Fluglotse einen Fehler, woraufhin zwei Flugzeuge zusammenstoßen und 167 Menschen sterben.

### Staffel 3
Nachdem Skyler von Walters Drogengeschäften erfahren hat, will sie die Scheidung, aber Walter kann ihr klarmachen, dass sie die Hintergründe der Trennung geheim halten müssen. Jesse hat seine Heroinsucht vorerst besiegt und kehrt von der Therapie heim. Nach einem Zerwürfnis mit Walter steigt er alleine wieder ins Methamphetamin-Geschäft ein. Walter, der mittlerweile unter dem Pseudonym Heisenberg agiert, lässt sich derweil von Gustavo „Gus“ Fring überreden, dauerhaft für ihn zu arbeiten. Er bekommt dazu den Chemiker Gale Boetticher an die Seite gestellt, um fabrikmäßig Drogen herzustellen. Da auch Jesse jedoch weiterhin Methamphetamin produzieren will und Walter gegenüber damit droht, dass er im Falle seiner Verhaftung dessen Identität aufdecken werde, gibt Walter nach und lässt Gale durch Jesse ersetzen. 
Währenddessen nähern sich aus dem Süden zwei Cousins von Tuco Salamanca, um dessen Tod zu rächen. Nur dem Eingreifen von Gustavo Fring ist es zu verdanken, dass sie vorerst von Walter, den sie für verantwortlich halten, ablassen. Sie lauern Hank auf; dieser kann die beiden überwinden, wird aber angeschossen und ist vorläufig gelähmt. Walter bekommt von Gustavo wieder Gale als Assistenten zugewiesen und erkennt, dass dieser ihn mittelfristig ersetzlich machen soll, damit Gustavo Walter beseitigen kann. Kurz bevor es so weit ist, kann er Jesse überzeugen, dass er den naiven Gale ermorden muss, damit beide weiterhin unentbehrlich für Gus sind.

### Staffel 4
Wegen der Ermordung Gales leidet Jesse an schweren Schuldgefühlen, will sich durch Drogen und Partys ablenken und versinkt immer mehr in einer Depression. Das empfindet Gus als Bedrohung für seine Geschäfte. Daher versuchen er und sein „Assistent“ Mike Ehrmantraut, Jesse das Gefühl zu vermitteln, dass er eine wichtige Rolle im Drogengeschäft spiele. Zugleich setzt das mexikanische Kartell Gus unter Druck, fängt Lieferungen ab und tötet seine Männer. Gus kann mit Hilfe von Jesse und Mike die wichtigsten Leute des Kartells auf einen Schlag vergiften und nimmt damit zugleich persönlich Rache.
Skyler wird immer mehr zu Walters Komplizin, während er immer mehr Gefallen am Leben als Verbrecher findet. Sie kaufen zusammen die Autowaschanlage, in der Walter schon vor seiner Diagnose gearbeitet hat, um dort Geldwäsche zu betreiben. Hank schöpft zwar Verdacht gegen Gus, aber Walter kann den Verdacht zerstreuen. Walter will seine Macht weiter ausdehnen und schmiedet Pläne, Gus umzubringen. Durch Jesse erfährt er schließlich von Gus’ Beziehung zu Héctor Salamanca, der einst ein mächtiger Drogenboss war, bevor er von Gus ausgebootet wurde. Er besucht Héctor im Altenheim und zeigt ihm eine Möglichkeit auf, Rache an Gus zu nehmen. Héctor lockt daraufhin Gus in eine Falle, indem Walter ein Treffen zwischen Gus und Héctor vermittelt, bei dem Gus Héctor ermorden möchte. Bei dem Treffen bringt Héctor eine von Walter an seinem Rollstuhl befestigte Bombe zur Explosion, und beide Männer werden dabei getötet. Nach dem Anschlag brennen Walter und Jesse das Labor nieder.

### Staffel 5
Nach Gus’ Tod wird dessen Doppelleben publik. Die DEA ermittelt gegen mehrere Verdächtige, mit denen er kooperiert hat. Sie werden verhört, doch keiner ist bereit, der Polizei Auskünfte zu geben, denn sie erhalten von Mike Schweigegeld. Walter will indes weiter Methamphetamin herstellen, weil er den Großteil seines Geldes verloren hat. Er kann Mike überreden, in das Drogengeschäft einzusteigen, denn dieser braucht Geld, um die Schweigegeldzahlungen aufrechtzuerhalten. Um die Methamphetamin-Produktion fortsetzen zu können, überzeugen sie die skrupellose Geschäftsfrau Lydia Rodarte-Quayle, die schon für Gus die Chemikalien organisiert hat, mit ihnen zusammenzuarbeiten.
Nachdem der Kleinkriminelle Todd Alquist nach einem Überfall auf einen Zug einen unbeteiligten Jungen kaltblütig erschossen hat, der den Überfall als Zeuge beobachtet hat, verlassen Mike und Jesse angewidert das Drogengeschäft, und Todd wird neuer Assistent Walters. Kurze Zeit später erschießt Walter im Streit im Affekt Mike, und mit Hilfe von Todds Onkel Jack, dem Anführer einer Gruppe von Neonazis, lässt er alle verbliebenen Zeugen auf einen Schlag ermorden, die meisten im Gefängnis.
Monatelang macht Walter gute Geschäfte und verdient sehr viel Geld, und schließlich lässt er sich von Skyler dazu überreden, endgültig aus dem Drogengeschäft auszusteigen. Die ruhige Zeit findet jedoch ein jähes Ende, als Hank durch einen Zufall erkennt, dass sein eigener Schwager der lange gesuchte Heisenberg ist. Die DEA nimmt die Ermittlungen wieder auf. Sein Geld vergräbt Walter unweit der Stelle, an der er am Anfang seiner kriminellen Karriere zum ersten Mal mit Jesse Methamphetamin hergestellt hat.
Jesse leidet unterdessen wieder unter Depressionen; seine Schuld belastet ihn schwer. Voller Wut bedroht er Walter am Telefon. Daraufhin beauftragt dieser Jack, Jesse zu töten. Doch Walter hat nicht damit gerechnet, dass Hank Jesse davon überzeugen kann, mit ihm zusammenzuarbeiten. Mit einer List locken sie Walter in die Wüste zu seinem Geld und erreichen, dass er am Telefon all seine Taten gesteht, und so kann Hank ihn schließlich festnehmen.
Im selben Moment erscheinen jedoch Jack und seine Gang, und es beginnt ein wilder Schusswechsel. Trotz allen Flehens von Walter erschießt Jack Hank, und seine Gang stiehlt Walters Geld, lässt ihm aber ein Fass voll Geld zurück; Jesse nehmen sie gefangen. Er wird dazu benutzt, für Jacks Gang Methamphetamin in der geforderten Qualität zu produzieren, und wird wie ein Sklave gehalten. Walter flieht und taucht mit Hilfe von Sauls Kontaktmann für mehrere Monate in einer abgelegene Berghütte in New Hampshire unter. Die verwitwete Marie trauert um Hank; Skyler zieht mit ihren beiden Kindern in ein bescheidenes Apartment. Mit Walter, den sie nun fürchtet, hat sie gebrochen.
Als Walter in einem Fernsehinterview sieht, wie seine ehemaligen Freunde und Kollegen Elliott und Gretchen Schwartz ihn denunzieren, stiehlt er ein Auto und fährt zurück nach New Mexico. Die beiden waren an der Universität Kollegen von White und sind später mit seinen Ideen reich geworden. Mit einem Bluff zwingt Walter Elliott und Gretchen, sein Drogengeld zu verwahren und Walter Jr. zu dessen 18. Geburtstag als Spende zukommen zu lassen. Danach nimmt er Abschied von Skyler, der er gesteht, dass er Befriedigung aus seinen Verbrechen gezogen hat, kauft ein M60-Maschinengewehr, montiert es im Kofferraum und verbindet es mit einem Funksender. Anschließend vergiftet er Lydia und fährt zu Jacks Gang. Seine Wut auf Jesse verfliegt, als dieser ihm übel zugerichtet vorgeführt wird. Er reißt ihn zu Boden und löst das Maschinengewehr aus. Dabei sterben fast alle aus der Gang, doch Walter wird bei dem Schusswechsel auch selbst verwundet. An Todd nimmt Jesse persönlich Rache, und der schwerverletzte Jack wird von Walter erschossen. Während Jesse mit einem Auto flieht, geht Walter noch einmal durch das Labor, wo er kurz vor Eintreffen der Polizei an seiner Verletzung stirbt.

## Bedeutung des Titels
Zu Beginn der Handlung erklärt Jesse gegenüber dem scheinbar spießbürgerlich-braven Walter, als dieser von seinem Plan berichtet, gemeinsam Drogen herzustellen, dieser könne doch nicht einfach plötzlich kriminell werden, und benutzt dabei im englischen Original die Wendung to break bad.
Bei breaking bad handelt es sich um eine regionale US-amerikanische Redewendung. Vince Gilligan, der Serienschöpfer, beschreibt sie mit to raise hell („die Hölle heraufbeschwören“; die eigentliche Bedeutung lautet „Krach schlagen“) und weist in einem Videointerview darauf hin, dass der Begriff zumindest in seiner Heimat Virginia zur Umgangssprache gehört. Darüber hinaus ist der Begriff breaking bad gewaltkonnotierter als to raise hell und wird häufig mit der Wendung „auf die schiefe Bahn geraten“ gleichgesetzt; sie kann auch das absichtliche Verletzen gesellschaftlicher Normen zum eigenen Vorteil bedeuten.

## Besetzung und Synchronisation

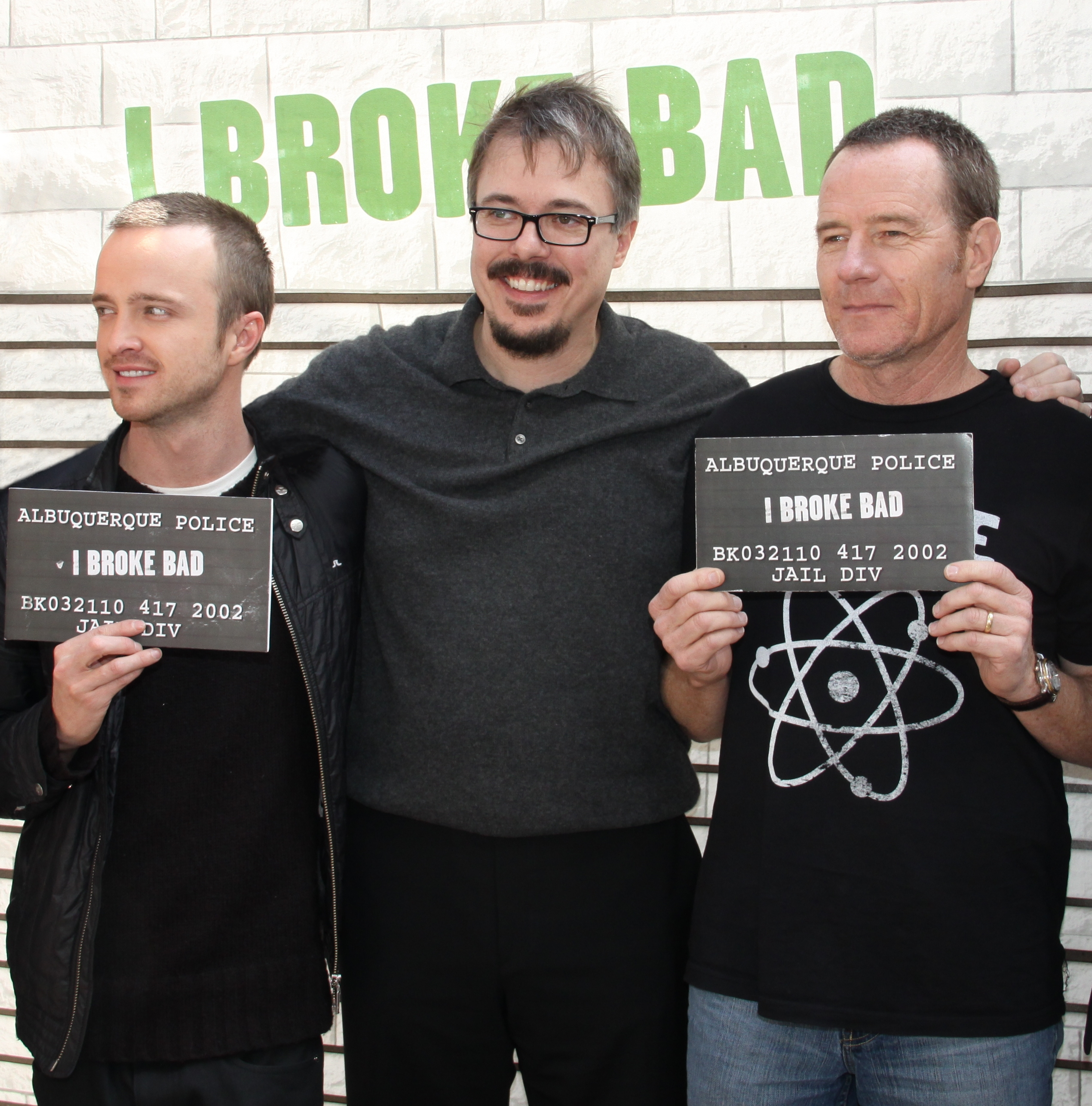
Aaron Paul (Jesse Pinkman), Vince Gilligan (Schöpfer) und Bryan Cranston (Walter White)

Die deutsche Synchronisation entstand im Auftrag der Berliner Synchron, unter der Dialogregie von Erik Paulsen, der auch die Dialogbücher schrieb.

### Hauptdarsteller
| Rolle                          | Schauspieler       | Hauptrolle | Nebenrolle            | Episodenanzahl | Deutsche Synchronsprecher                 |
| ------------------------------ | ------------------ | ---------- | --------------------- | -------------- | ----------------------------------------- |
| Walter „Walt“ White/Heisenberg | Bryan Cranston     | 1.01–5.16  |                       | 62             | Joachim Tennstedt                         |
| Skyler White                   | Anna Gunn          | 1.01–5.16  |                       | 61             | Susanne von Medvey                        |
| Jesse Pinkman                  | Aaron Paul         | 1.01–5.16  |                       | 62             | Marcel Collé                              |
| Hank Schrader                  | Dean Norris        | 1.01–5.14  |                       | 51             | Lutz Schnell                              |
| Marie Schrader                 | Betsy Brandt       | 1.01–5.16  |                       | 51             | Gundi Eberhard                            |
| Walter „Flynn“ White, Jr.      | RJ Mitte           | 1.01–5.16  |                       | 53             | Nico Mamone                               |
| Gustavo „Gus“ Fring            | Giancarlo Esposito | 3.01–4.13  | 2.11, 2.13            | 26             | Frank-Otto Schenk Christoph Banken (4x02) |
| Saul Goodman                   | Bob Odenkirk       | 3.02–5.15  | 2.08–2.09, 2.11–2.12  | 36             | Michael Pan                               |
| Michael „Mike“ Ehrmantraut     | Jonathan Banks     | 3.02–5.08  | 2.13                  | 25             | Eberhard Haar                             |
| Lydia Rodarte-Quayle           | Laura Fraser       | 5.09–5.16  | 5.02, 5.04–5.05, 5.08 | 09             | Marie Bierstedt                           |
| Todd Alquist                   | Jesse Plemons      | 5.10–5.16  | 5.03, 5.05–5.08       | 11             | Tobias Müller                             |

### Nebendarsteller
| Rolle                    | Schauspieler           | Nebenrolle | Episodenanzahl | Deutsche Synchronsprecher                              |
| ------------------------ | ---------------------- | --- | -------------- | ------------------------------------------------------ |
| Steven Gomez             | Steven Michael Quezada | 1.01, 1.03–1.04, 1.06, 2.01–2.03, 2.05, 2.08, 2.10, 2.13, 3.02–3.05, 3.08–3.09, 4.07–4.08, 4.12–5.02, 5.04–5.08, 5.10–5.14 | 33             | Sebastian Christoph Jacob                              |
| Carmen Molina            | Carmen Serano          | 1.01, 1.03, 1.06–1.07, 2.06, 2.10, 3.01, 3.04, 5.15                                                                        | 09             | Victoria Sturm                                         |
| Bogdan Wolynetz          | Marius Stan            | 1.01, 3.11, 4.02–4.03, 4.06                                                                                                | 05             | Valentin Plătăreanu                                    |
| Gretchen Schwartz        | Jessica Hecht          | 1.03, 1.05, 2.06, 5.15–5.16                                                                                                | 05             | Susanne Schwab                                         |
| Dr. Delcavoli            | David House            | 1.04, 1.07, 2.03, 2.05, 2.09, 2.11, 2.13                                                                                   | 07             | Ingo Albrecht                                          |
| Skinny Pete              | Charles Baker          | 1.04, 1.06, 2.05–2.07, 2.11, 3.05–3.06, 3.08–3.09, 3.11, 4.02, 5.03, 5.09, 5.16                                            | 15             | Tobias Kluckert                                        |
| Christian „Combo“ Ortega | Rodney Rush            | 1.04, 2.05, 2.07, 2.11, 3.05                                                                                               | 05             | Olaf Reichmann                                         |
| Brandon „Badger“ Mayhew  | Matt L. Jones          | 1.05, 2.03, 2.05, 2.07–2.08, 3.06, 3.09, 3,11, 4.02, 5.03, 5.09, 5.16                                                      | 12             | Tim Sander                                             |
| Tuco Salamanca           | Raymond Cruz           | 1.06–2.02 | 04             | Tommy Morgenstern                                      |
| Héctor „Tio“ Salamanca   | Mark Margolis          | 2.02–2.03, 3.02–3.03, 3.07, 4.08, 4.11, 4.13                                                                               | 08             | Bodo Wolf (2.02–2.03) Eberhard Haar (4.08, 4.11, 4.16) |
| George Merkert           | Michael Shamus Wiles   | 2.03, 2.05, 2.13, 3.04, 3.06–3.08, 4.07–4.08, 4.13, 5.02                                                                   | 11             | Jan Spitzer                                            |
| Jane Margolis            | Krysten Ritter         | 2.05, 2.07–2.13, 3.11 | 10             | Anja Stadlober                                         |
| Ted Beneke               | Christopher Cousins    | 2.07, 2.10–2.12, 3.02–3.05, 3.09, 4.09–4.11, 5.01                                                                          | 13             | Erich Räuker                                           |
| Francesca Liddy          | Tina Parker            | 2.08, 3.06, 4.01, 4.10–4.13, 5.09, 5.11                                                                                    | 09             | Nina Herting (2.08) Marion Musiol (ab 3.06)            |
| Donald Margolis          | John de Lancie         | 2.10, 2.12–3.01 | 04             | Hans-Werner Bussinger                                  |
| Victor                   | Jeremiah Bitsui        | 2.11, 3.02, 3.04, 3.08–3.09, 3.12–4.01                                                                                     | 08             | Felix Spieß                                            |
| Leonel Salamanca         | Daniel Moncada         | 3.01–3.03, 3.06–3.08 | 07             | Christoph Banken                                       |
| Marco Salamanca          | Luis Moncada           | 3.01–3.03, 3.06–3.07 | 05             | Christoph Banken                                       |
| Gale Boetticher          | David Costabile        | 3.06–3.08, 3.13–4.01, 4.04, 4.07                                                                                           | 07             | Uwe Büschken                                           |
| Andrea Cantillo          | Emily Rios             | 3.11–3.12, 4.02, 4.08, 4.11–4.12, 5.03, 5.13, 5.15                                                                         | 09             | Marie-Luise Schramm                                    |
| Huell Babineaux          | Lavell Crawford        | 4.01, 4.03, 4.08, 4.11–4.12, 5.03, 5.09–5.13                                                                               | 11             | Christoph Banken                                       |
| Tyrus Kitt               | Ray Campbell           | 4.02–4.06, 4.09–4.13 | 10             | Christoph Banken                                       |
| Patrick Kuby             | Bill Burr              | 4.03, 4.11, 5.05, 5.10, 5.12                                                                                               | 05             | Klaus-Peter Grap                                       |
| Jack Welker              | Michael Bowen          | 5.08, 5.10–5.11, 5.13–5.16                                                                                                 | 07             | Ronald Nitschke                                        |
| Kenny                    | Kevin Rankin           | 5.08, 5.10–5.11, 5.13–5.16                                                                                                 | 07             | Asad Schwarz                                           |

Aufgeführt sind alle Figuren mit mindestens fünf Auftritten. Auch einige bereits verstorbene Figuren haben später wieder in Form von Rückblicken und Erinnerungen einige Auftritte, so etwa Jane Margolis und Combo Ortega in Staffel 3 und Gale Boetticher in Staffel 4.

## Produktion

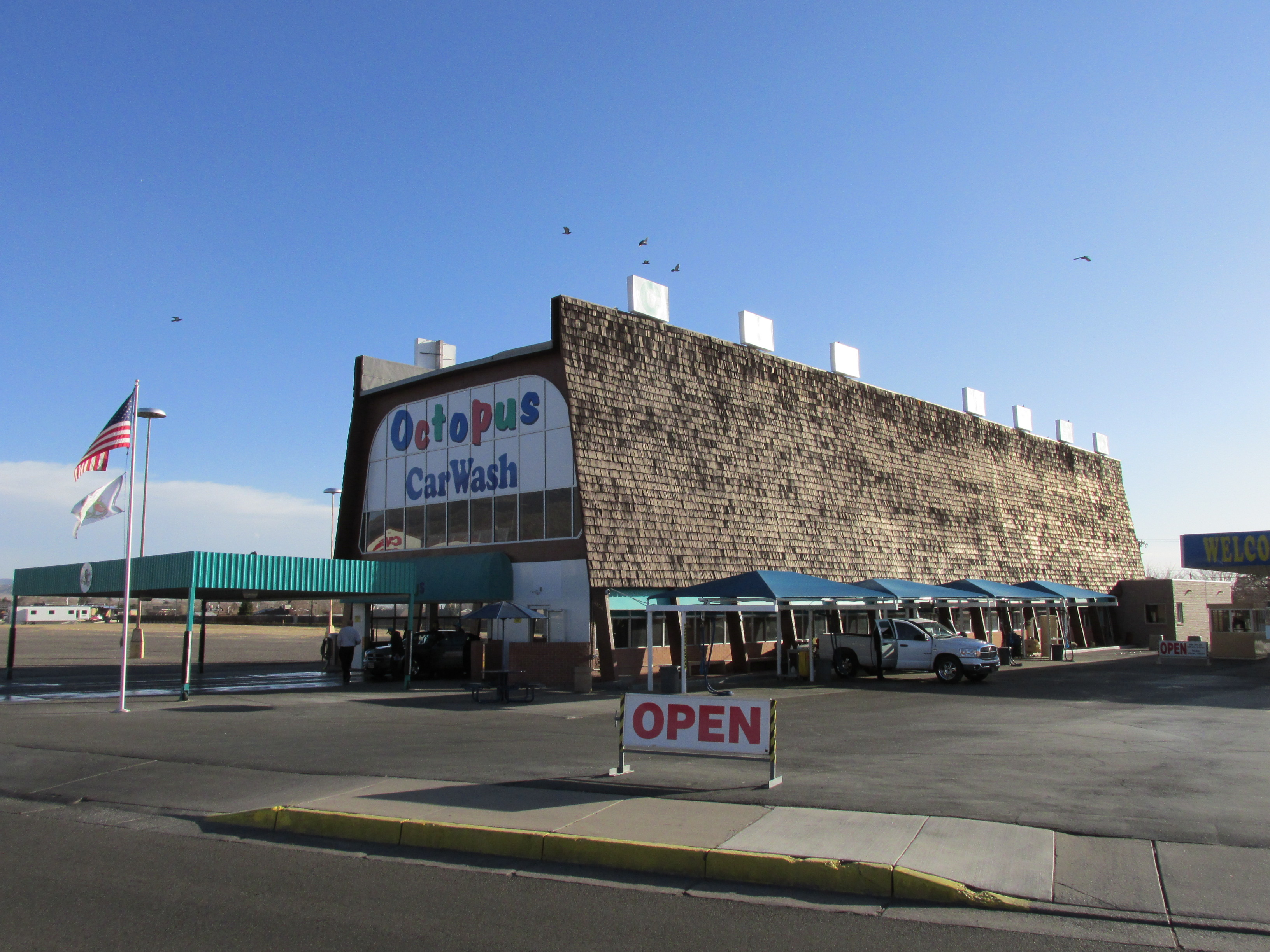
Drehort Autowaschanlage

Die Serie spielt größtenteils in Albuquerque und wurde auch dort gedreht.
Breaking Bad kostete Berichten zufolge drei Millionen US-Dollar pro Folge, eine außergewöhnlich hohe Summe für ein normales Kabelprogramm.
Gedreht wurde mit analogem 35-mm-Film, was für eine Fernsehserie zur Zeit der Produktion nur noch selten gemacht wurde, jedoch einen späteren Transfer in das 4K-Format ohne Qualitätsverlust erlaubt.
Der Pilot der Serie Breaking Bad wurde vom amerikanischen Fernsehsender FX Network in Auftrag gegeben, dieser zog sich aber nach der Sichtung wieder zurück, weil er negative Reaktionen befürchtete. Daraufhin meldete der Sender AMC Interesse an der Serie und übernahm Breaking Bad ohne jegliche Veränderung.
Ursprünglich war geplant, dass die erste Staffel aus neun Episoden bestehen sollte; sie wurde jedoch aufgrund eines Streiks der Hollywood-Drehbuchautoren auf sieben Episoden gekürzt.
Am 16. Mai 2008 gab AMC bekannt, dass die Serie eine zweite Staffel mit dreizehn Folgen erhalten werde.
Am 2. April 2009 bestellte AMC eine dritte Staffel mit dreizehn Folgen.
Die vierte Staffel wurde im Juni 2010 in Auftrag gegeben. Die Produktion dieser Staffel begann am 13. Januar 2011.
Am 14. August 2011 gab Charlie Collier, der Präsident von AMC bekannt, dass die Serie um 16 Folgen verlängert worden sei, die ihren Abschluss bilden sollten. Der Serienschöpfer Vince Gilligan hatte zuvor schon Pläne für den Abschluss der Serienhandlung nach einer fünften Staffel geäußert. Die fünfte Staffel wurde in zwei Teile mit je acht Episoden aufgeteilt; die Dreharbeiten zu den letzten acht Episoden begannen am 7. Dezember 2012.

### RemakeMetástasis
Im Mai 2013 wurde durch Sony Pictures Television ein spanischsprachiges Remake angekündigt. Die auf den latein- und hispanoamerikanischen Markt abzielende Neuverfilmung namens Metástasis wurde zur Gänze mit neuer Besetzung in Kolumbien gedreht. Zwischen Juni und September 2014 erfolgte die Erstausstrahlung wochentags auf dem US-Sender UniMás. Die Serie ist in weiten Teilen eine originalgetreue Nachstellung von Breaking Bad und musste sich gerade deswegen einiges an Kritik gefallen lassen.

### Spin-offBetter Call Saul
Im Jahr 2012 kam die Idee eines Spin-offs auf, der sich um die Figur „Saul Goodman“ drehen sollte, die von Peter Gould für die achte Episode der zweiten Staffel von Breaking Bad mit dem Titel Better Call Saul entwickelt worden war. Vince Gilligan setzte sich dafür ein. Im September 2013 wurde bekanntgegeben, dass sich AMC und Sony zur Produktion der Serie entschlossen hätten. Zunächst wurde erklärt, dass die Serie als Prequel zu Breaking Bad konzipiert werden und die Geschichte Sauls erklären soll, bevor dieser auf Walter trifft. Im einstündigen Format sollte die Serie mehr Comedyelemente enthalten als Breaking Bad. Im November 2013 wurde bekannt, dass auch eine Mischung aus Prequel und Sequel möglich sei, da viele Zuschauer an der Weiterentwicklung der Geschichte um Saul Goodman nach dem Ende von Breaking Bad interessiert seien. Die Ausstrahlung des Spin-offs, dessen erste Staffel aus zehn Folgen besteht, war für November 2014 bei AMC vorgesehen und wurde auf Anfang 2015 verschoben. Die Serie startete in den USA am 8. Februar 2015 bei AMC und in Österreich und Deutschland auf Netflix, es folgten Staffel 2 am 15. Februar 2016 wiederum bei AMC (am 17. Februar in Deutschland bei Netflix), Staffel 3 am 10. April 2017 im Original und einen Tag später in Deutschland sowie Staffel 4 am 6. bzw. 7. August 2018. 2020 wurde eine sechste und letzte Staffel angekündigt. Die letzte Staffel wurde in zwei Teilen veröffentlicht. Am 19. April 2022 begann die Ausstrahlung der ersten sieben Folgen wöchentlich. Am 11. Juli 2022 startete die Ausstrahlung der letzten sechs Folgen, ebenfalls wochenweise. Am 15. August 2022 endete das Spin-Off mit der finalen Folge „Saul ist weg“.

### SpielfilmEl Camino: Ein „Breaking Bad“-Film
Am 11. Oktober 2019 veröffentlichte Netflix ein Sequel zum Serienfinale, das Jesses Flucht fortsetzt.

## Ausstrahlung

### Vereinigte Staaten
Die Serie wurde ab dem 20. Januar 2008 auf AMC erstmals ausgestrahlt. Die erste Staffel lief bis zum 18. März 2008. Die zweite Staffel lief in den USA vom 8. März bis zum 31. Mai 2009 auf AMC, die dritte Staffel vom 21. März bis zum 13. Juni 2010.
Die Premiere der vierten Staffel fand auf AMC am 17. Juli 2011 statt. Der Sendetermin war in die Sommermonate gelegt worden, da im US-Fernsehen dann eine geringere Konkurrenz herrscht. Die letzte Folge der vierten Staffel lief am 9. Oktober 2011.
Die ersten acht Episoden der fünften und letzten Staffel wurden zwischen dem 15. Juli und dem 2. September 2012 ausgestrahlt. Der zweite Teil der Staffel, wiederum bestehend aus acht Episoden, lief ab dem 11. August 2013. Die finale Episode am 29. September 2013 stellte in den USA mit 10,3 Millionen Zuschauern einen neuen Rekord auf.

### Deutschland
Der Pay-TV-Sender AXN strahlte die erste Staffel von Breaking Bad vom 4. Februar 2009 bis zum 18. März 2009 zur Hauptsendezeit aus. Die zweite Staffel lief vom 15. Oktober 2009 bis zum 21. Januar 2010 auf AXN. Die dritte Staffel wurde vom 10. Februar bis zum 4. Mai 2011 auf AXN ausgestrahlt. Ab dem 10. November 2011 war die vierte Staffel in Doppelfolgen zu sehen. Der erste Teil der fünften Staffel war vom 4. Oktober bis zum 22. November 2012 auf AXN zu sehen. Der zweite Teil wurde zunächst ab dem 13. August 2013 in englischer Sprache ausgestrahlt, bevor dann am 9. Oktober 2013 die Ausstrahlung in deutscher Sprache ebenfalls bei AXN begann.
Die Erstausstrahlungsrechte im Free-TV für Deutschland und Frankreich besitzt der öffentlich-rechtliche Sender ARTE, der die ersten beiden Staffeln vom 9. Oktober bis zum 11. Dezember 2010 sendete. Die dritte Staffel lief vom 11. Oktober bis zum 15. November 2011. Die Folgen waren sieben Tage lang auf der ARTE-Webpräsenz verfügbar. Dasselbe galt für die vierte Staffel, die zwischen November und Dezember 2012 auf ARTE zu sehen war. Die erste Hälfte der fünften Staffel wurde ab dem 6. Dezember 2013 ebenfalls auf Arte gezeigt, wobei die zweite Hälfte für 2014 vorgesehen war. Seit Februar 2013 strahlt das frei empfangbare RTL Nitro die Serie in Wiederholungen aus.

### Schweiz
Am 17. Mai 2009 startete die erste Staffel in der Schweiz als Free-TV-Premiere auf dem Sender SF 2, sie endete am 28. Juni 2009. Vom 30. Mai bis zum 29. August 2010 lief dort die zweite Staffel. Die Ausstrahlung der dritten Staffel begann am 17. April 2011 und endete am 27. Juni 2011.

### Österreich
Ab dem 1. April 2014 strahlte ORF eins die Serie zweimal wöchentlich am späten Abend in Zweikanalton aus, dienstags im Rahmen des Programmfensters DIE.NACHT und mittwochs. Laut ORF sollten alle Staffeln in Folge und ohne Unterbrechung zu sehen sein; die letzte Episode wurde am 4. November 2014 gezeigt.

## Episodenliste
| Staffel | Episodenanzahl | Erstausstrahlung USA | Erstausstrahlung USA | Deutschsprachige Erstausstrahlung | Deutschsprachige Erstausstrahlung |
| Staffel | Episodenanzahl | Staffelpremiere      | Staffelfinale        | Staffelpremiere                   | Staffelfinale                     |
| ------- | -------------- | -------------------- | -------------------- | --------------------------------- | --------------------------------- |
| 1       | 07             | 20. Januar 2008      | 9. März 2008         | 4. Februar 2009                   | 18. März 2009                     |
| 2       | 13             | 8. März 2009         | 31. Mai 2009         | 15. Oktober 2009                  | 21. Januar 2010                   |
| 3       | 13             | 21. März 2010        | 13. Juni 2010        | 10. Februar 2011                  | 5. Mai 2011                       |
| 4       | 13             | 17. Juli 2011        | 9. Oktober 2011      | 10. November 2011                 | 22. Dezember 2011                 |
| 5       | 08             | 15. Juli 2012        | 2. September 2012    | 4. Oktober 2012                   | 22. November 2012                 |
| 5       | 08             | 11. August 2013      | 29. September 2013   | 9. Oktober 2013                   | 27. November 2013                 |
| Film    | Film           | 11. Oktober 2019     | 11. Oktober 2019     | 11. Oktober 2019                  | 11. Oktober 2019                  |

### Webisoden
Vor der Veröffentlichung der zweiten Staffel wurden im Februar 2009 sechs Webisoden unter dem Namen Original Minisodes auf der Website des Senders AMC veröffentlicht, die vor der ersten bzw. zwischen dieser und der zweiten Staffel spielen. Diese Folgen wurden am 25. Februar 2010 auf der deutschen DVD der zweiten Staffel als Original Webisoden mit Untertiteln in der unten angegebenen Reihenfolge veröffentlicht.
| Deutschsprachiger Titel       | Originaltitel                | Zusammenfassung | Länge |
| ----------------------------- | ---------------------------- | --- | ----- |
| Der Einbruch                  | The Break-In                 | Walter und Badger versuchen, einen mit Drogengeld gefüllten Staubsauger aus der verschlossenen Garage einer älteren Frau zurückzuholen. | 4:53  |
| Guter Bulle / Böser Bulle     | Good Cop, Bad Cop            | Hank und Marie versuchen am Valentinstag, ihre Beziehung aufzufrischen.                                                                 | 2:56  |
| Hochzeitstag                  | Wedding Day                  | Walter und Hank unterhalten sich am Tag der Hochzeit von Hank und Marie.                                                                | 4:53  |
| Twaughthammer                 | TwaughtHammer                | Jesse und Badger machen ein „Hinter-den-Kulissen“-Video ihrer Band TwaüghtHammër.                                                       | 4:17  |
| „Fallacies“ von Twaughthammer | „Fallacies“ by TwaughtHammer | Musikvideo des Songs „Fallacies“ der Band TwaüghtHammër                                                                                 | 3:02  |
| Marie’s Beichte               | Marie’s Confession           | Marie legt auf Anraten ihres Therapeuten ein Videotagebuch an.                                                                          | 2:51  |

Kurz vor Veröffentlichung der dritten Staffel wurde am 9. März 2010 eine weitere Minisode mit dem Titel Team S.C.I.E.N.C.E. in Form eines Zeichentrickfilms veröffentlicht. Dieser wurde von wildlife.la designed und produziert. In der rund vierminütigen „Jesse Pinkman Production“ kämpfen Jesses Comic-Charaktere Dr. Chemistry und das ganze Team S.C.I.E.N.C.E. für ihr Recht, außergewöhnlich zu sein. Außerdem wurden einige Clips rund um Saul Goodman produziert.
Die lange Pause zwischen der dritten und der vierten Staffel sollte ursprünglich auch mit mehreren Webisoden überbrückt werden. Die Idee wurde dann jedoch verworfen.

## Marketing
Bei der Vermarktung von Breaking Bad wurde das Internet verstärkt einbezogen. In den USA zählt Breaking Bad zu den populärsten neu produzierten Serien. Die ersten Staffeln zeigten Walters krebsbedingte Auseinandersetzung mit dem amerikanischen Gesundheitssystem, die durchaus auch kritisch war; das führte zu erhöhter Aufmerksamkeit beim Publikum. Dieser Aspekt wird von vielen Breaking-Bad-Fans als zentrale Aussage insbesondere der ersten, aber auch der folgenden Folgen gesehen. Weitere aktuelle Probleme, die in der Serie dargestellt werden, sind der Krieg gegen Drogen (War on Drugs), die grenzübergreifende Drogenkriminalität und Armut in den USA infolge der Wirtschaftskrise.

### Virale Kampagnen

#### Staffel 1
Für die erste Staffel gab es eine virale Kampagne, in der eine veränderbare Video-Botschaft online versendet werden konnte. In diesem mit einer Webcam im Wohnwagen aufgenommenen Film drängt Walter den Zuschauer, sein Leben nicht zu vergeuden, sondern es voll auszukosten. Im Hintergrund hört man Sirenen näher kommen. Daraufhin lädt Walter seine Waffe, streicht den Namen des Zuschauers aus der Liste der Zeitverschwender („Timewaster“) und verschwindet aus dem Wohnwagen.

#### Staffel 2
Für die zweite Staffel gab es einen weiteren Viralclip unter der Webadresse waltswarning.com (mittlerweile nicht mehr verfügbar), in dem der Zuschauer Walter direkt aus der Ich-Perspektive traf. In diesem Film, der ebenfalls veränderbar war, konnte durch Mausbewegungen der Kopf bewegt werden und so die weitere Handlung, quasi wie in einem interaktiven Film, beeinflusst werden. Am Anfang des Films flüchtete man in der Wüste vor Walter und wurde von ihm zu Boden geschlagen. Im Wohnwagen erklärte Walter dann, warum er einen nicht am Leben lassen könne. Am Ende wurde man bewusstlos in der Wüste zurückgelassen.

### Websites aus der Serie
Über die viralen Marketingwebseiten gab es diverse Webadressen, die in der Serie vorkommen und für die tatsächlich abrufbare Websites umgesetzt wurden.

#### SaveWalterWhite.com
Unter SaveWalterWhite.com wurde eine Spenden-Website online gestellt, die Walter White Jr. für die Operation seines Vaters angelegt hatte. Auf ihr beschreibt er die Beziehung zu seinem Vater und bittet um Spenden.
Der Spendenknopf führte ursprünglich zur Seite der Nationalen Krebshilfe („National Cancer Coalition“), inzwischen landet man aber auf der Seite des TV-Senders AMC. Die Website wurde im Laufe der zweiten Staffel online gestellt. Die deutsche Entsprechung unter RettetWalterWhite.com leitete auf die englische Seite um.

#### BetterCallSaul.com
In der Serie wirbt der Anwalt Saul Goodman für sich; die Internet-Seite seiner Kampagne fand man unter BetterCallSaul.com. Sie enthielt:
- Rechtstipps („Consultations“) – vier Videos mit Saul Goodman
- Fashion Tipps („Dress Like Saul“) – verschiedene Bilder mit Saul Goodman
- Empfehlungen von Klienten („Testimonials“) – drei Videos, unter anderem mit Badger und Wendy
- Werbespots aus dem Fernsehen („As Seen on TV“)
- „E-Cards“ – vier verschiedene E-Card, die man versenden konnte
- Büro-Webcam, mit der man Saul beim „Arbeiten“ zuschauen konnte („Office Webcam“)

Insgesamt wurden auf der Website, die im Laufe der dritten Staffel online gestellt worden war, knapp 11 Minuten Filmmaterial gezeigt.

### Sonstiges
Auf der Website des Senders AMC sind des Weiteren zu finden:
- Fiktive Blogs von Hank und Marie Schrader[48][49]
- Der interaktive Rollenspiel-Comic „The Interrogation“.[50] In diesem muss man als DEA-Agent Hank Schrader einen mutmaßlichen Mörder und Waffenschmuggler verhören.
- Insider-Podcasts zu Breaking-Bad-Episoden ab der zweiten Staffel mit Editor Kelley Dixon und regelmäßigem Besuch von Drehbuchautoren, Schauspielern und dem Schöpfer Vince Gilligan.[51]
- Die interaktive Fallakte vom Tatort Gale Boettichers, auf die sich Hanks Ermittlungen in der vierten Staffel stützen.[52] Enthalten sind Fotos vom Tatort, Polizeiberichte und Gales Labornotizen.
- Exklusive Interviews und Fotos
- Via Spielegigant Toys “R” Us werden Spielfiguren zur Serie vertrieben. Diese sind in die Kritik geraten, da die Actionfiguren auch Spielwaffen und -Drogen enthalten.[53]

## Sonstiges
Das Titeldesign nutzt die Symbole der chemischen Elemente Brom (Br) und Barium (Ba), einschließlich ihrer Ordnungszahlen. Die beiden Elemente finden in der Synthese von Methamphetamin keinerlei Anwendung.
Bei den Credits und anderen Schriftzügen werden passende Buchstabenkombinationen chemischer Elemente hervorgehoben, beispielsweise „RJ MitTe“ (Te = Tellur). Dabei unterlief den Machern ein kleiner Fehler, da beim „Director of Photography“ „MiChael Slovis“ ein der Abkürzung „Ch“ entsprechendes Element im Periodensystem fehlt. Während der dritten Staffel wurde das geändert und der Name stattdessen als „MiChael Slovis“ dargestellt, was somit auf das Element „Carbon“ (Kohlenstoff) verweist.
RJ Mitte wurde tatsächlich mit Infantiler Zerebralparese geboren. Er muss jedoch keine Krücken benutzen, da die Krankheit bei ihm nicht so stark wie bei seiner Figur Walter White Jr. ausgeprägt ist.
Bryan Cranston rasierte sich im Laufe der Dreharbeiten die Haare. In einigen später gedrehten Szenen trägt er deshalb eine Perücke.
Betsy Brandt war während der Dreharbeiten zur zweiten Staffel schwanger. In einigen Szenen wurden deshalb Nahaufnahmen von ihr für die Rolle der von Anna Gunn gespielten Skyler verwendet, die laut Drehbuch ebenso schwanger ist.
Marius Stan ist kein ausgebildeter Schauspieler, sondern Wissenschaftler (mit M.Sc. in Physik sowie Ph.D. in Chemie) am Argonne National Laboratory in der Materialwissenschaft und Werkstofftechnik. Er war zufällig am Set, wohin er seine Kinder zu einem Statisten-Casting gebracht hatte, als den Machern der Serie seine markanten Augenbrauen auffielen, deretwegen er die Rolle von Walters Arbeitgeber in der Autowaschanlage erhielt, der wie Marius Stan gebürtiger Rumäne ist.
Die Koordinaten 34° 59′ 20″ N, 106° 36′ 52″ W des Ortes, an dem Walter sein Geld vergräbt, sind identisch mit denen des Albuquerque Studios.
In einer Sonderfolge der Fernsehserie MythBusters – Die Wissensjäger, in der auch Vince Gilligan und Aaron Paul auftreten, wurden verschiedene in Breaking Bad dargestellte Wirkungen auf Materialien wie z. B. die von Knallquecksilber oder von Flusssäure auf ihren Wahrheitsgehalt untersucht.
2017, also Jahre nach Ende der Serie, wurde bekannt, dass die Figur des Gustavo Fring nach dem ehemaligen deutschen Fußballprofi und jetzigem -trainer Torsten Frings benannt wurde. Der Autor George Mastras sei nach eigenen Angaben ein großer Fan des deutschen Fußballs und wählte den Namen daher als eine Hommage.
Das chemische Fachwissen für die Serie lieferte Donna Nelson, Professorin für Chemie an der University of Oklahoma. Mehrere Wissenschaftler bestätigten die chemiewissenschaftlichen Darstellungen in der Serie. Hier eine Auswahl an Informationsquellen für die Wissenschaft hinter der Serie:
- Die Royal Society of Chemistry hat folgende Fragen geklärt: Die Vergiftung der Gangster durch Monophosphan, die Auflösung der Leichen in Flusssäure, dem Einbruch durch Thermit und Knallquecksilber im Drogenkartell.[57]
- Die Chemiker Falk Harnisch und Tunga Salthammer haben auch die Chemie in der Serie untersucht. Unter anderem haben sie über die Drogensynthese geschrieben.[58]
- Der Chemiker Martyn Poliakoff kritisiert die Episode rund um die Auflösung der Leiche als in Teilen unrealistisch.[59]

## Rezeption

### Kritiken
Die erste Staffel, die von der Kritik generell gut aufgenommen wurde, bekam eine Bewertung von 73/100 auf Metacritic.
USA Today beschrieb sie als „das Beste, was dem Fernsehen passieren konnte, seit der ersten Staffel von Die Sopranos“ (englisch the best thing to happen to television since the first season of The Sopranos). Die Basler Zeitung schrieb, auch wenn die Storyline an die Fernsehserie Weeds erinnere, sei die Handlung bei Breaking Bad „um einiges böser und ätzender und der Humor viel schwärzer.“
Das Magazin Time urteilte, die Serie habe „das Zeug, erfolgreich zu werden“ (englisch : „has the elements of success“). Autor Stephen King lobte die Serie in seiner „Pop of King“-Kolumne der Entertainment Weekly.
Die folgenden Staffeln wurden von der Kritik noch positiver aufgenommen; die zweite Staffel bekam auf Metacritic eine Bewertung von 85/100, die dritte Staffel 89/100. Die vierte Staffel kam auf 96/100 und die fünfte Staffel erzielte sogar eine Bewertung von 99/100. Dies ist die höchste Bewertung, die für eine Drama-Fernsehserie von Metacritic jemals vergeben wurde.
Auch bei den Zuschauerzahlen zeigt sich die gestiegene Popularität. Der Start der zweiten Staffel wurde in den USA von 1,7 Millionen Zuschauern verfolgt, 21 Prozent mehr als in der vorangegangenen Staffel. Der Start der dritten Staffel wurde von 2 Millionen und der Start der vierten Staffel von 2,6 Millionen Zuschauern verfolgt. Die erste Folge des ersten Teils der fünften Staffel stellte mit 2,93 Millionen Zuschauern wiederum einen neuen Zuschauerrekord in der Geschichte der Serie auf. Den Auftakt der zweiten Hälfte der letzten Staffel verfolgten 5,92 Millionen Zuschauer. Die allerletzte Episode der Serie, Felina, welche von insgesamt 10,23 Millionen Zuschauern gesehen wurde, erreichte die höchsten Einschaltquoten, die AMC je erreicht hat.
Basierend auf über 2.300.000 Stimmabgaben ist Breaking Bad mit durchschnittlich 9,5 von 10 möglichen Punkten eine der am besten bewerteten TV-Serien der Filmdatenbank IMDb.
2013 wurde bekannt, dass Breaking Bad einen Eintrag ins Guinness-Buch der Rekorde als am besten bewertete Serie der Welt erhält. Dieser Rekord wurde anhand der durchschnittlichen Bewertungen ermittelt (ausgehend vom Metascore), die Breaking Bad für jede Staffel erhielt.
In einer E-Mail an den Hauptdarsteller brachte der Oscar-Preisträger Anthony Hopkins seine Begeisterung für Breaking Bad zum Ausdruck und lobte Cranstons darstellerische Leistung als die „beste Vorstellung eines Schauspielers, die er jemals gesehen habe“.
Entertainment Weekly und Time setzten die 14. Folge der fünften Staffel, Ozymandias, auf Platz 1 der zehn besten Serienfolgen des Jahres 2013.

### Auszeichnungen
Golden Globe Awards
- 2014: Golden Globe – Beste Serie – Drama
- 2014: Bester Serien-Hauptdarsteller – Drama – Bryan Cranston

Emmyverleihung
- 2008: Emmy – Outstanding Lead Actor in a Drama Series – Bryan Cranston
- 2008: Emmy – Outstanding Single-Camera Picture Editing for a Drama Series – „Pilot“, Lynne Willingham
- 2009: Emmy – Outstanding Lead Actor in a Drama Series – Bryan Cranston
- 2009: Emmy – Outstanding Single-Camera Picture Editing for a Drama Series – „ABQ“, Lynne Willingham
- 2010: Emmy – Outstanding Lead Actor in a Drama Series – Bryan Cranston
- 2010: Emmy – Outstanding Supporting Actor in a Drama Series – Aaron Paul
- 2012: Emmy – Outstanding Supporting Actor in a Drama Series – Aaron Paul
- 2013: Emmy – Outstanding Drama Series
- 2013: Emmy – Outstanding Single-Camera Picture Editing for a Drama Series – „Gliding Over All“, Kelley Dixon
- 2013: Emmy – Outstanding Supporting Actress in a Drama Series – Anna Gunn
- 2014: Emmy – Outstanding Drama Series
- 2014: Emmy – Outstanding Single-Camera Picture Editing for a Drama Series – „Felina“, Skip MacDonald
- 2014: Emmy – Outstanding Lead Actor in a Drama Series – Bryan Cranston
- 2014: Emmy – Outstanding Supporting Actor in a Drama Series – Aaron Paul
- 2014: Emmy – Outstanding Supporting Actress in a Drama Series – Anna Gunn
- 2014: Emmy – Outstanding Writing for a Drama Series – „Ozymandias“, Moira Walley-Beckett

Television Critics Association Awards
- 2009: TCA Award – Best Individual Achievement in Drama – Bryan Cranston
- 2010: TCA Award – Outstanding Achievement in Drama
- 2012: TCA Award – Outstanding Achievement in Drama
- 2013: TCA Award – Program of the Year

Writers Guild of America Awards
- 2009: WGA Award – Best Episodic Drama – „Pilot“, Vince Gilligan
- 2012: WGA Award – Best Dramatic Series
- 2012: WGA Award – Best Episodic Drama – „Box Cutter“, Vince Gilligan
- 2013: WGA Award – Best Dramatic Series

Satellite Awards
- 2008: Satellite Award – Best Actor in a Drama Series – Bryan Cranston
- 2009: Satellite Award – Best Actor in a Drama Series – Bryan Cranston
- 2009: Satellite Award – Best Television Series, Drama
- 2010: Satellite Award – Best Actor in a Drama Series – Bryan Cranston
- 2010: Satellite Award – Best Television Series, Drama
- 2013: Satellite Award – Best Actor in a Drama Series – Bryan Cranston

ACE Eddie Awards
- 2009: Eddie Award – Best Edited One-Hour Series for Commercial Television – „Pilot“, Lynne Willingham
- 2010: Eddie Award – Best Edited One-Hour Series for Commercial Television – „ABQ“, Lynne Willingham
- 2012: Eddie Award – Best Edited One-Hour Series for Commercial Television – „Face Off“, Skip MacDonald
- 2013: Eddie Award – Best Edited One-Hour Series for Commercial Television – „Dead Freight“, Skip MacDonald

Weitere Auszeichnungen
- 2008: AFI Award (American Film Institute)
- 2009: Peabody Award
- 2009: Prism Award – Best Drama Series Multi-Episodes Storyline – Season 1
- 2009: Literary Award (PEN Center USA West) – Best Teleplay – „Crazy Handful of Nothin'“, George Mastras
- 2010: Prism Award – Best Drama Series Multi-Episodes Storyline – Season 2
- 2010: Saturn Award (Academy of Science Fiction, Fantasy & Horror Films) – Best Syndicated/Cable TV Series
- 2010: Saturn Award (Academy of Science Fiction, Fantasy & Horror Films) – Best Supporting TV Actor – Aaron Paul
- 2013: Directors Guild of America Award – Outstanding Directorial Achievement in Dramatic Series – “Fifty-One”, Rian Johnson
- 2013: Eintrag in das Guinness-Buch der Rekorde 2014 – Beliebteste Serie der Welt
- 2014: BAFTA Award – Television – International 2014[81]

## Veröffentlichung
Vereinigte Staaten
- Staffel 1 erschien am 24. Februar 2009 auf DVD und am 16. März 2010 auf Blu-ray Disc.
- Staffel 2 erschien am 16. März 2010 auf DVD und Blu-ray Disc.
- Staffel 3 erschien am 7. Juni 2011 auf DVD und Blu-ray Disc.
- Staffel 4 erschien am 5. Juni 2012 auf DVD und Blu-ray Disc.
- Staffel 5.1 erschien am 4. Juni 2013 auf DVD und Blu-ray Disc.
- Staffel 5.2 erschien am 26. November 2013 auf DVD und Blu-ray Disc.
- Die komplette Serie erschien am 3. Juni 2014 auf DVD und Blu-ray Disc.

Deutschland, Österreich und Schweiz
In Deutschland sind alle Staffeln von der FSK ab 16 Jahren freigegeben. Auf dem Musik- und Filmportal iTunes wurde der zweite Teil der fünften Staffel als sechste Staffel verkauft. Dies bedeutet, dass Käufer des Staffelpasses der fünften Staffel die zweite Hälfte der Staffel separat erwerben mussten. Dafür erntete iTunes negative Kritik.
- Staffel 1 erschien am 19. März 2009 auf DVD und am 22. März 2012 auf Blu-ray Disc.
- Staffel 2 erschien am 25. Februar 2010 auf DVD und am 22. März 2012 auf Blu-ray Disc.
- Staffel 3 erschien am 21. April 2011 auf DVD und am 6. Juni 2012 auf Blu-ray Disc.
- Staffel 4 erschien am 26. April 2012 auf DVD und am 6. Juni 2012 auf Blu-ray Disc.
- Staffel 5.1 erschien am 3. Juni 2013 auf Blu-ray Disc und am 20. Juni 2013 auf DVD.
- Staffel 5.2 erschien am 12. Dezember 2013 auf DVD und Blu-ray Disc.
- Die komplette Serie erschien am 28. November 2013 auf DVD und Blu-ray Disc.
- Die komplette Serie zusätzlich in einer limitierten „Deluxe Gift Set“ erschien am 28. November 2013 auf Blu-ray Disc.